# 31473 Guangning
31473 Guangning este un asteroid din centura principală de asteroizi.

## Descriere
31473 Guangning este un asteroid din centura principală de asteroizi. A fost descoperit pe 10 februarie 1999 la Socorro, New Mexico, în cadrul proiectului LINEAR. Asteroidul prezintă o orbită caracterizată de o semiaxă mare de 2,69 ua, o excentricitate de 0,09 și o înclinație de 5,1° în raport cu ecliptica.